# 深海伝説MEREMANOID
『深海伝説MEREMANOID』（しんかいでんせつマーメノイド）は、1997年10月2日（1日深夜）から1998年4月2日（1日深夜）までテレビ朝日で毎週木曜 1:10 - 1:40（水曜深夜）に放送された寺田憲史、XING原作のテレビアニメ作品。全24話。テレビ朝日初の深夜アニメ。サムスングループが初めて製作したアニメでもある。

## ストーリー
地球外のある惑星の深海にひろがる海底都市。そこには「マーメノイド」と呼ばれる人々が生活している。魔道霊士の主人公と偶然行動を共にすることになった謀国の王子たちは、海底世界を支配しようとする悪の力と対決し、平和な世界を取り戻そうとする。

## 登場人物
ナレーションは、島本須美が担当。
ミスティ・ジョー
声 - 冬馬由美
ゲーム版における流麗なる短剣セーラに当る存在らしい。最終話でレオンと共に最終決戦に臨み、生死不明になる。
オズ
声 - 三浦七緒子
街の情報屋ルークに当る存在らしい。最終話でライラをレオンらから託される。
レオン
声 - 石田彰
蒼き髪のアーディンに当る存在らしい。ちなみに男性。ジョーと共に最終決戦に臨み、生死不明になる。
ライラ
声 - 岩男潤子
祝福されしティアラに当る存在らしい。オズと共に最終決戦後も生き残った。
マーダム
声 - 草尾毅
男神マーダムと同様の存在らしい。
ジョゼ
声 - 半場友恵
静かの海のマーサに当る存在らしい。
ドラゴ
声 - 山口由里子
コズナー
声 - 松山鷹志
ファーザー
声 - 玄田哲章
ルースミラー
声 - 島本須美
メーギャン
声 - 天野由梨

## スタッフ
- 企画 - 田旗ひろし、蛭田とみ代、朴海正、浅利義美
- 監督 - 森川滋
- シリーズ構成 - 寺田憲史
- キャラクター原案 - 山田章博
- キャラクターデザイン - 赤堀重雄
- 設定デザイン - 林千博
- 美術監督 - 松宮正純
- 美術設定 - 西倉力、青木智由紀
- 撮影監督 - 森下成一
- 編集 - 瀬山武司
- 音響監督 - 亀山俊樹
- 音響効果 - 依田安文（フィズサウンドクリエイション）
- 音楽監督 - 桜井真理夫
- 音楽 - 村山達哉、吉澤朔、益田トッシュ（第7話 - 第24話）、中村宗一郎（第24話）
- オープニングアニメーション - なかむらたかし、木村真二、大庭直幸
- アニメーション制作 - キティフィルム、トライアングルスタッフ
- 製作 - テレビ朝日、キティフィルム、サムスングループ

## 主題歌
オープニングテーマ
「WILD MOON」
作詞 - 森雪之丞 / 作曲 - 野山昭雄 / 歌 - VANILLA
エンディングテーマ
「LET ME DRIVE」（第1話 - 第13話）
作詞 - Anna / 作曲 - Y.Noi / 編曲・歌 - RHYTHM Remedyz
「COVER ME」（第14話 - 第24話）
作詞 - Sandii / 作曲・編曲 - Monday満ちる / 歌 - 永村かおる

## 各話リスト
| 話数       | サブタイトル             | 脚本     | 絵コンテ       | 演出       | 作画監督 | 放送日         |
| ---------- | ------------------------ | -------- | -------------- | ---------- | -------- | -------------- |
| －         | 序曲                     | -        | -              | -          | -        | 1997年 10月2日 |
| 第一話     | 魔道霊士ふたり           | 寺田憲史 | 湊屋夢吉       | 湊屋夢吉   | 松本文男 | 10月9日        |
| 第二話     | ジェシカの貝ハーメルの貝 | 寺田憲史 | 開木菜織       | 湊屋夢吉   | 村田雅彦 | 10月16日       |
| 第三話     | アガディア国崩壊         | 岸間信明 | 又野弘道       | 渡邊哲哉   | 為家尽人 | 10月23日       |
| 第四話     | 流砂の谷の危機           | 岸間信明 | 杜野幼青       | 福島宏之   | 柳野龍男 | 10月30日       |
| 第五話     | 過去からの追跡者         | 平野靖士 | 開木菜織       | 西山明樹彦 | 狩生豊   | 11月6日        |
| 第六話     | 幽霊海溝の底から         | 平野靖士 | 河本昇悟       | 葛谷直行   | 一川孝久 | 11月13日       |
| 第七話     | ダークリーフの囁き       | 寺田憲史 | 佐藤卓哉       | 青木新一郎 | 河村明夫 | 11月20日       |
| 第八話     | 渦に消えたオズ           | 寺田憲史 | 福島宏之       | 福島宏之   | 関口雅浩 | 11月27日       |
| 第九話     | 霊峰山に死す             | 岸間信明 | 河本昇悟       | 松浦錠平   | 村田雅彦 | 12月4日        |
| 第十話     | 兄妹の絆                 | 岸間信明 | 佐藤卓哉       | 西山明樹彦 | 関口雅浩 | 12月11日       |
| 第十一話   | 血に染まった海底渓谷     | 平野靖士 | なかむらたかし | 加瀬充子   | 須賀重行 | 12月18日       |
| 第十二話   | 追いつめられたゴーダ     | 寺田憲史 | 福島宏之       | 福島宏之   | 田中雄一 | 1998年 1月8日  |
| 第十三話   | マーノイアの果て         | 寺田憲史 | 杜野幼青       | 松浦錠平   | 為家尽人 | 1月15日        |
| 第十四話   | マーライオンの里         | 寺田憲史 | 河本昇悟       | 青木新一郎 | 河村明夫 | 1月22日        |
| 第十五話   | マーへの祈り             | 寺田憲史 | 佐藤卓哉       | 西山明樹彦 | 村田雅彦 | 1月29日        |
| 第十六話   | 浄化の剣                 | 寺田憲史 | 福島宏之       | 福島宏之   | 関口雅浩 | 2月5日         |
| 第十七話   | Dr.ジェイド              | 岸間信明 | 河本昇悟       | 松浦錠平   | 菅井嘉浩 | 2月12日        |
| 第十八話   | ダークリーフの選択       | 寺田憲史 | 佐藤卓哉       | 湊屋夢吉   | 為家尽人 | 2月19日        |
| 第十九話   | 襲撃ダークナイト         | 寺田憲史 | 加瀬充子       | 加瀬充子   | 須賀重行 | 2月26日        |
| 第二十話   | もう1人のファーザー      | 寺田憲史 | 渡邊哲哉       | 西山明樹彦 | 関口雅浩 | 3月5日         |
| 第二十一話 | 魔海双葉復活!            | 岸間信明 | 福島宏之       | 福島宏之   | 菅井嘉浩 | 3月12日        |
| 第二十二話 | 愛とやすらぎの里         | 岸間信明 | 河本昇悟       | 河本昇悟   | 田中雄一 | 3月19日        |
| 第二十三話 | ダークリーフの怨念       | 寺田憲史 | 佐藤卓哉       | 林千博     | 為家尽人 | 3月26日        |
| 第二十四話 | 遥かなるマー             | 寺田憲史 | 湊屋夢吉       | 湊屋夢吉   | 関口雅浩 | 4月2日         |